# Cúrling als Jocs Olímpics d'hivern de 1932
Als Jocs Olímpics d'Hivern de 1932 celebrats a la ciutat de Lake Placid (Estats Units d'Amèrica) es disputà una prova de curling, únicament en categoria masculina i com a esport de demostració. La competició se celebrà a l'Olympic Indoor Arena de Lake Placid entre els dies 14 i 15 de febrer de 1932.

## Comitès participants
Participaren 32 competidors de 2 comitès nacionals diferents:
- Canadà (16)
- Estats Units (16)

## Resum de medalles
| Prova   | Or                                                                                     | Argent                                                                                 | Bronze                                                                            |
| Curling | Canadà · ManitobaErrick F. Willis · Robert B. Pow · James L. Bowman · William H. Burns | Canadà · OntarioRussell G. Hall · Archibald Lockhart · Frank P. McDonald · E.F. George | Canadà · QuebecAlbert Maclaren · John Leonard · T. Howard Stewart · William Brown |

## Medaller
| Posició | País   | Or | Argent | Bronze | Total |
| 1       | Canadà | 1  | 1      | 1      | 3     |
|         |        |    |        |        |       |
| Total   | Total  | 1  | 1      | 1      | 3     |

## Resultats
| CON          | Club           | G | P | dif |
| ------------ | -------------- | - | - | --- |
| Canadà       | Manitoba       | 4 | 0 | +26 |
| Canadà       | Ontario        | 3 | 1 | +38 |
| Canadà       | Quebec         | 3 | 1 | +11 |
| Estats Units | Connecticut    | 2 | 2 | +3  |
| Canadà       | Nouvel-Ontario | 2 | 2 | +5  |
| Estats Units | Massachusetts  | 1 | 3 | -39 |
| Estats Units | Nova York      | 1 | 3 | -3  |
| Estats Units | Michigan       | 0 | 4 | -41 |

- 14 de febrer
  - Nouvel-Ontario 8:20 Nova York
  - Quebec 14:12 Connecticut
  - Ontario 21:7 Michigan
  - Manitoba 19:10 Massachuset

- - Quebec 13:11 Nova York
  - Nouvel-Ontario 13:18 Connecticut
  - Ontario 22:4 Massachusetts
  - Manitoba 22:12 Michigan

- 15 de febrer
  - Nouvel-Ontario 21:7 Massachusetts
  - Manitoba 15:14 Connecticut
  - Quebec 15:6 Michigan
  - Ontario 18:11 Nova York

- - Ontario 13:14 Connecticut
  - Quebec 15:17 Massachusetts
  - Northern Ontario 19:11 Michigan
  - Manitoba 15:9 Nova York